# Автомобильная промышленность Турции
Автомобильная промышленность Турции производит легковые и малые коммерческие автомобили (в том числе пикапы, фургоны, микроавтобусы), грузовые автомобили, спецтехнику, большие и средние автобусы, а также, в больших объёмах, комплектующие к ним и автозапчасти. Автопром является ведущей отраслью машиностроительной промышленности Турции, в настоящее время в нём заняты 400 тыс. человек.
Страна входит в 15 крупнейших автопроизводителей в мире и в пятёрку в Европе, где уступает только Германии, Испании, Франции, Великобритании, но превосходит Чехию, Россию, Италию. Производство автомобилей возросло за 15 лет (с 2002 по 2016) с 374 тыс. до 1,5 млн. в год. 
Также Турция — крупнейший поставщик автомобильных компонентов в Европе.
На автопром приходится 16 % экспорта (до 3/4 продукции экспортируется).

## История
Автомобильный сектор зародился в 50-х—60-х годах, когда на защищённом властями от импорта внутреннем рынке началось производство автомобилей по лицензии компаний Ford, Renault и Fiat.
С начала 1980-х годов начался период либерализации сектора, в первой половине 1990-х стартовали первые поставки зарубеж.
Во второй половине 1990-х годов, с ростом благосостояния граждан, стал расти внутренний рынок и появилась возможность массово экспортировать автомобили на внешние рынки, особенно в страны Евросоюза, что дало значительный толчок к развитию турецкой автомобильной отрасли.
Ещё в 1959 году начала производство национальная компания Ford Otosan, в 1963 году — Otokar, в 1964 году — BMC и Askam, в 1966 году — Karsan, MAN, Otoyol и A.I.O.S., в 1968 году — Mercedes-Benz Türk, в 1971 году — Oyak-Renault и TOFAŞ, в 1987 году — Temsa, в 1994 году — Toyota, в 1997 году — Honda и Hyundai Motor.
В 2000 году отрасль произвела продукции на 8,4 млрд долл. В 2002 году в автосборочной промышленности было занято более 26 тыс. человек, а с учётом производителей автокомплектующих и других субподрядчиков — около 150 тыс. человек. В том же году отрасль произвела продукции на 6,1 млрд долл. и экспортировала на 3,7 млрд долл. К 2010 году в отрасли было занято 265 тыс. человек. С 2003 года страна стала производить более полумиллиона, с 2007 года — более миллиона автомашин в год.
В 2019 году в стране, с середины прошлого века выпускающей автомобили по лицензии, впервые появилась национальная модель — среднеразмерный кроссовер с полностью электрической силовой установкой, который будет выпускаться под маркой TOGG (презентацию провёл лично президент Реджеп Тайип Эрдоган). Позже у компании появятся седан, хетчбэк и компактвэн сегмента C, а также кроссовер B-сегмента; полный модельный ряд должен быть готов к 2030 году.
2022 год: в июле представлен первый турецкий электромобиль, кроссовер C-SUV. Серийное производство начато 30 октября 2022 года на автозаводе в Бурса. 75 % поставщиков комплектующих — из Турции. При производстве автомобиля планируют использовать 250 промышленных роботов.
|        |           |                 |                 |                             |                   |           |
| Devrim | Anadol A1 | Tofaş Murat 124 | Oyak-Renault 12 | Anadol STC-16 (Ford Otosan) | Karsan Peugeot J9 | TOGG T10X |

## Производители

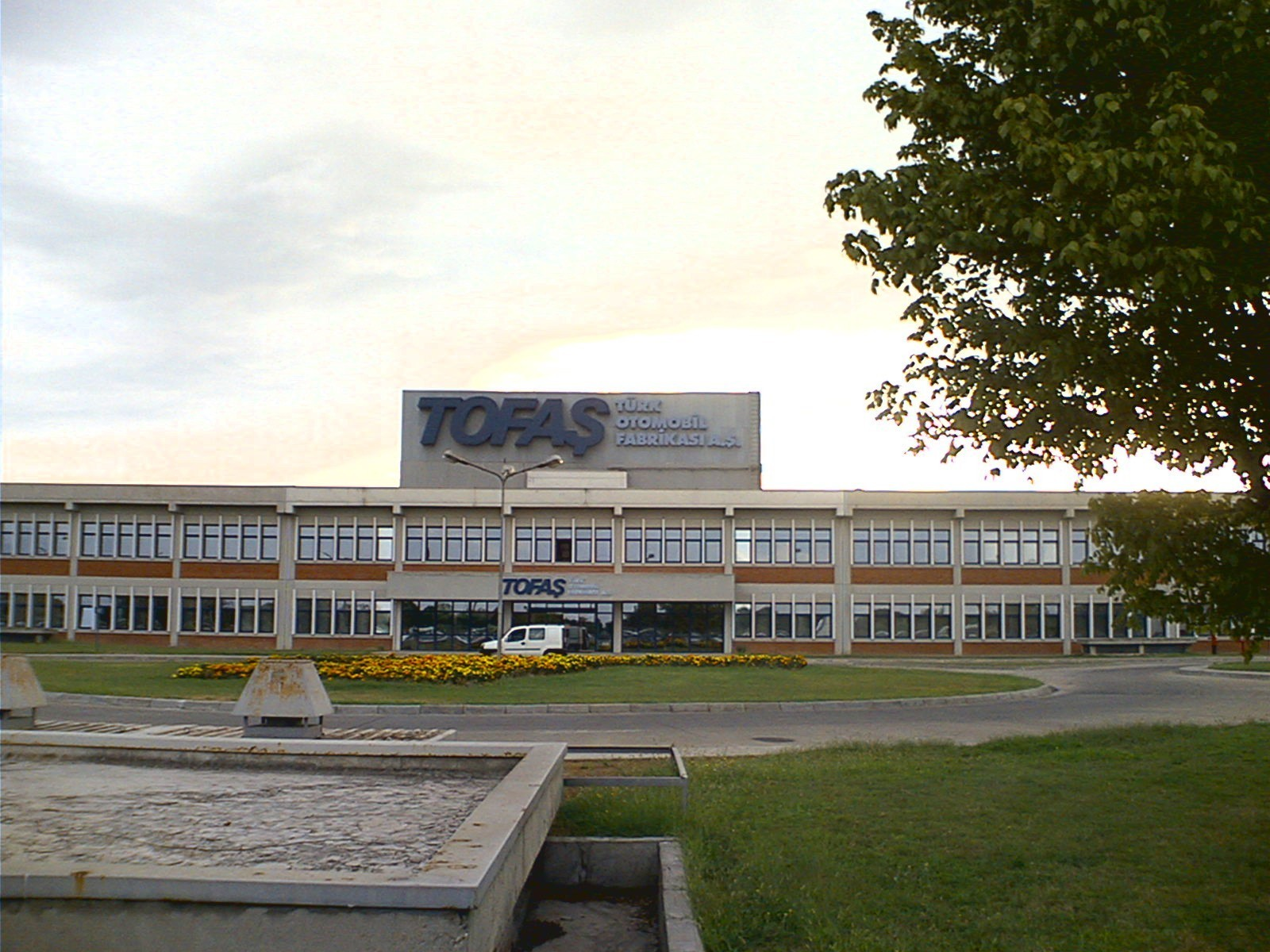
Завод Tofaş

Почти все крупнейшие турецкие автопроизводители являются совместными предприятиями: 
- Oyak-Renault — Renault и Ordu Yardımlaşma Kurumu (OYAK),
- Tofaş — Fiat и Koç Holding,
- Ford Otosan — Ford и Koç Holding,
- Toyota Turkey — Toyota и Mitsui & Co.,
- Hyundai Assan — Hyundai Motor и Kibar Holding,
- Anadolu Isuzu — Isuzu, Itochu и Anadolu Group.

Национальным турецким автобрендом является компания TOGG, занимающаяся производством электромобилей.
Более 85 % производства приходится (2009) на четыре ведущие компании — Ford Otosan, Oyak-Renault, Tofaş-Fiat и Toyota (они же входят в число 10 ведущих турецких компаний-экспортёров).
В стране расположено 13 автозаводов, на них производят или собирают автомобили 
Renault (310 000 машин), 
Ford (265 000 машин), 
FIAT (255 000 машин), 
Hyundai (100 000 машин), 
Toyota (70 000 машин), 
Honda (15 000 машин), 
Opel, 
Daimler, 
Isuzu, 
MAN.
Ведущими автомобилестроительными центрами Турции являются: 
- Бурса (заводы по производству легковых автомобилей Oyak-Renault и Tofaş),
- Адапазары (завод по производству легковых автомобилей Toyota, завод по производству автобусов, микроавтобусов и военной техники Otokar и завод по производству автобусов Otoyol),
- Гёльджюк (завод по производству микроавтобусов и легковых автомобилей Ford Otosan),
- Измит (завод по производству легковых автомобилей и микроавтобусов Hyundai Motor),
- Чайырова (завод по производству автобусов и грузовиков A.I.O.S.),
- Гебзе (завод по производству грузовиков Askam и заводы по производству легковых автомобилей Honda и TOGG),
- Измир (завод по производству автобусов и грузовиков BMC),
- Нилюфер (завод по производству микроавтобусов, легковых автомобилей и грузовиков Karsan),
- Инёню (завод по производству грузовиков и двигателей Ford Otosan),
- Анкара (завод по производству грузовиков и автобусов MAN),
- Аксарай (завод по производству грузовиков Mercedes-Benz),
- Адана (завод по производству автобусов и грузовиков Temsa),
- Башакшехир (завод по производству автобусов Mercedes-Benz),
- Картал (предприятия по производству и распределению автозапчастей Ford Otosan и A.I.O.S.).

Около 95 % производства приходится на лёгкие транспортные средства, включая легковые автомобили, пикапы и микроавтобусы, остальное — на грузовики и автобусы. 
В секторе легковых автомобилей лидируют Oyak-Renault, Tofaş, Toyota, Hyundai и Honda, в секторе пикапов — Ford Otosan, Tofaş и Karsan, в секторе микроавтобусов — Ford Otosan, Otokar и Karsan, в секторе лёгких и средних грузовиков — Mercedes-Benz, Ford Otosan, Temsa, BMC и Anadolu Isuzu.
В Турции изготавливаются и автобусы местных марок, таких как BMC, Temsa и Otokar.
В секторе больших и средних автобусов лидируют Mercedes-Benz, Anadolu Isuzu, MAN, Temsa и Otokar. 
|                                                     |                                                                 |                                                               |                                                     |                                              |                                       |
| Легковой автомобиль производства Tofaş (Fiat Linea) | Легковой автомобиль производства Oyak-Renault (Renault Fluence) | Легковой автомобиль производства Ford Otosan (Ford Taunus TC) | Легковой автомобиль производства Etox (Zafer Coupé) | Легковой автомобиль производства Anadol (A8) | Пикап производства Celik (Skoda 1202) |

|                                          |                             |                                          |                                   |                                               |                                     |
| Грузовик производства Mercedes-Benz Türk | Грузовик производства Askam | Грузовики производства Ford Otosan Cargo | Автокран производства MAN Türkiye | Полицейский грузовик производства Katmerciler | Бронеавтомобиль производства Otokar |

|                             |                          |                            |                                         |                               |                               |
| Автобус производства Otokar | Автобус производства BMC | Автобус производства Temsa | Автобус производства Mercedes-Benz Türk | Автобус производства MAN Türk | Автобус производства A.I.O.S. |

## Экспорт
Четыре ведущие компании — Ford Otosan, Oyak-Renault, Tofaş-Fiat и Toyota — входят в число 10 ведущих турецких компаний-экспортёров.
Турецкий автомобильный сектор экспортировал, главным образом в Европу в такие страны как Германия, Франция, Италия, Великобритания, Румыния, а также в США: 
в 2007 году — 818 тыс.

в 2008 году — 910 тыс. 

в 2009 году — 629 тыс. (76 % от произведённых транспортных средств; всего продукции на 16,9 млрд долл., 17,4 % от общего экспорта страны)

в 2010 году — ??? тыс. (около 73 % (в первой половине года) от произведённых транспортных средств)

в 2013 году — 828 тыс. (из 1,126 млн произведённых)

## Производство автокомплектующих и запчастей
Главными рынками сбыта турецких автокомплектующих являются Германия, Италия, Франция, Великобритания, Польша, Бельгия, США, Испания, Румыния, Россия, Иран и Словакия, а крупнейшими товарными группами — части двигателя, коробки передач, резиновые комплектующие, колёса и комплектующие к ним, тормозные системы, сцепления.
Крупнейшими центрами по производству автокомплектующих и запчастей являются 
ил Коджаэли, где в 1999 году была создана специализированная промышленная зона TOSB, и 
Бурса, где расположен завод компании Robert Bosch.
В секторе производства автокомплектующих и запчастей в Турции работают такие гиганты, как Robert Bosch, ZF Friedrichshafen, Mahle, Brose Fahrzeugteile и Continental AG (Германия), Valeo и Michelin (Франция), Denso, Fuji Heavy Industries и Toyota Boshoku (Япония), Autoliv (Швеция), Magneti Marelli и Pirelli (Италия), Bekaert (Бельгия), Gestamp Automocion (Испания), Auto Sueco (Португалия), Mayer's Cars and Trucks (Израиль), Kennametal и Hayes-Lemmerz (США).
В 2009 году подсектор автомобильных комплектующих и запчастей произвёл продукции на 13,3 млрд долл. и экспортировал на 7,3 млрд долл. (третья часть всего автомобильного экспорта). Турция, как крупнейший поставщик автомобильных компонентов в Европе, снабжает ими заводы АвтоВАЗ и КАМАЗ. Причем КАМАЗ приобретает у Турции ключевые детали для своих машин, в том числе карданные валы.

## Статистика
Производство автомобилей по годам (экономические кризисы конца 1990 — начала 2000-х годов ярко иллюстрируют колебания количества произведённых в стране автотранспортных средств): 
- 1970 год — 25 тыс. штук
- 1980 год — 51 тыс. штук
- 1990 год — 209 тыс. штук
- 1995 год — 282 тыс. штук
- 1998 год — 345 тыс. штук
- 1999 год — 298 тыс. штук
- 2000 год — 431 тыс. штук
- 2001 год — 271 тыс. штук
- 2002 год — 347[10] тыс. штук
- 2003 год — 534 тыс. штук
- 2004 год — 823 тыс. штук
- 2005 год — 879 тыс. штук
- 2006 год — 988 тыс. штук[11]
- 2007 год — 1,099 млн штук
- 2008 год — 1,147 млн штук
- 2009 год — 0,870 млн штук
- 2010 год — 1,095 млн штук
- 2011 год — 1,189 млн штук
- 2012 год — 1,072 млн штук
- 2013 год — 1,126 млн штук
- 2014 год — 1,170 млн штук
- 2015 год — 1,359 млн штук
- 2016 год — 1,486 млн штук
- 2017 год — 1,696 млн штук
- 2018 год — 1,550 млн штук
- 2019 год — 1,461 млн штук
- 2020 год — 1,298 млн штук
- 2021 год — 1,276 млн штук
- 2022 год — 1,353 млн штук
- 2023 год — 1,468 млн штук